# Pulau Enggano
Pulau Enggano är en ö i Indonesien. Ön, inklusive några enstaka mindre öar utanför kusten, utgör ett underdistrikt (kecamatan) i distriktet Bengkulu Utara, som tillhör provinsen Bengkulu. Folkmängden uppgick till cirka 2 700 invånare vid folkräkningen 2010.

## Administrativ indelning
Det underdistrikt som omfattar ön är indelat i sex desa (ungefär "byar"):
- Apoho
- Banjar Sari
- Kaana
- Kahyapu
- Malakoni
- Meok

## Geografi
Terrängen på Pulau Enggano är platt. Öns högsta punkt är 252 meter över havet. Den sträcker sig 25,9 kilometer i nord-sydlig riktning, och 33,5 kilometer i öst-västlig riktning. Befolkningen bor i huvudsak längs den norra kusten, där bebyggelsen och mindre samhällen radar upp sig längs öns huvudväg som går från färjeläget i Kahyapu i öster till Banjar Sari i nordväst. Ön har en flygplats.

## Klimat
Tropiskt regnskogsklimat råder i trakten. Årsmedeltemperaturen i trakten är 22 °C. Den varmaste månaden är juni, då medeltemperaturen är 24 °C, och den kallaste är november, med 20 °C. Genomsnittlig årsnederbörd är 5 639 millimeter. Den regnigaste månaden är november, med i genomsnitt 748 mm nederbörd, och den torraste är mars, med 220 mm nederbörd.